# 赤星優志
赤星 優志（あかほし ゆうじ、1999年7月2日 - ）は、東京都世田谷区出身のプロ野球選手（投手）。右投右打。読売ジャイアンツ所属。

## 経歴

### プロ入り前
世田谷区立池尻小学校1年生の時に野球を始め、6年生の時に投手になる。世田谷区立三宿中学校時代は上馬クラブに所属。
日本大学鶴ヶ丘高等学校では2年夏は西東京大会ベスト16。2年秋からエースとなる。3年春には球速が145km/hまでアップし、好投手として注目されたが、3年夏の西東京大会は4回戦で敗退した。その後、プロ志望届を提出した上で3球団の入団テストを受験し、うち1球団は合格するも、ドラフトでは指名されなかった。高校時代の1学年下に勝又温史がいた。
進学した日本大学では1年からベンチ入りを果たし、冬には球速が150km/hに到達。2年春の二部リーグ戦から先発投手となり、3年秋には3勝を挙げた。4年春は、9試合に登板して3勝1敗、防御率0.78の好成績でチームの二部優勝に貢献し、最高殊勲選手、最優秀投手、最優秀防御率の三冠に輝いた。また立正大学との入れ替え戦でも連投で1失点完投を含む2勝を挙げ、2017年秋以来8季ぶりとなる一部昇格の原動力になった。4年秋は、初戦の國學院大學戦で一部リーグ戦初登板を4安打完封で勝利した。
2021年10月11日に行われたプロ野球ドラフト会議において、読売ジャイアンツから3位指名を受け、11月24日に契約金6000万円、年俸1000万円で契約した（金額は推定）。背番号は31。

### 巨人時代
2022年、オープン戦4試合で17回を2失点、防御率1.06と結果を残し、開幕を一軍で迎えた。開幕3戦目となった3月27日の中日ドラゴンズ戦でプロ初先発を果たし、6回5安打1失点と好投したが勝敗はつかなかった。4月3日の阪神タイガース戦では7回4安打2失点でプロ初勝利を挙げ、セ・リーグの新人投手の中で初勝利となった。シーズン途中からは中継ぎも経験し、最終的には31試合に登板し5勝5敗5ホールド、防御率4.04を記録した。11月29日、1200万円増となる推定年俸2200万円で契約を更改した。
2023年はオープン戦3試合で14回を2失点、防御率で1.29と猛アピールし、2年連続で開幕ローテーション入りを果たした。しかし5月までに0勝4敗、防御率6.14と不安定な投球が続いたため二軍へ降格。ファームでの調整を経て8月24日に一軍へ再昇格すると、この日のヤクルトスワローズ戦では7回無失点で同年初勝利。後半戦だけで5勝1敗防御率1.36を記録するなど12試合に先発し、シーズンを通しては5勝5敗、防御率3.39を記録した。オフには第2回アジア プロ野球チャンピオンシップの日本代表に選出された。背番号は17。開幕戦となったチャイニーズタイペイ戦では先発投手を務め、4回2/3を無失点でチームを勝利へ導いた。11月29日、800万円増となる推定年俸3000万円で契約を更改した。
2024年は、オープン戦では先発で結果を残せなかったため開幕一軍を中継ぎで迎えたが、ヨアンダー・メンデスの不調もあり4月17日の阪神戦でシーズン初先発。5, 7月は主に先発、6月は主に中継ぎとして登板するなど先発中継ぎの両方で起用されたが、先発した8月2日のヤクルト戦後の時点で16試合中8先発で0勝7敗と援護にも恵まれず1勝も挙げることが出来ず、シーズンを通して3度の二軍降格があった。8月23日に中継ぎ要員で一軍に昇格すると、9月16日の中日戦では1か月半ぶりに先発し6回1失点の好投で同年初勝利を挙げた。最終的には21試合登板の9先発で1勝7敗、防御率3.12を記録した。11月21日、300万円増となる推定年俸3300万円で契約を更改した。
2025年は当初は山﨑伊織との開幕ローテーション争いの末中継ぎとして開幕を迎えることが決定していたが、開幕2戦目で先発予定だったフォスター・グリフィンが発熱のため登板回避し、急遽代役での先発登板が決定した。この登板で5回無失点と試合を作り、同年初勝利を記録した。4月は無四死球のまま終え、グリフィンの復帰後も先発ローテーションから外れることはなかった。6月29日の横浜DeNAベイスターズ戦では6回2/3を無失点と好投し、自己最高となる6勝目を記録した。

## 選手としての特徴
最速152km/hのストレートに加え、同じような腕の振りからカットボール、ツーシームを投げ、スライダー、カーブ、フォークボールなどの変化球も駆使する技巧派の投手。コントロールが武器であるとも自負している。
マウンドでは感情を出さず常にポーカーフェイスであるため、「鉄仮面」とも称されている。日常でもあまり喜怒哀楽を出すことがないという。

## 人物
6人きょうだい（兄2人、姉3人）の末っ子。
目標とする選手に大谷翔平と好きな野球漫画「BUNGO -ブンゴ-」の主人公・石浜文吾を挙げている。
お笑いが好きで、千鳥とかまいたちがお気に入り。
2024年より使用される自身の応援歌には、各フレーズの頭文字をとると「赤・星・優・志」となるという隠れた特徴がある。

## 詳細情報

### 年度別投手成績
| 年 度     | 球 団     | 登 板 | 先 発 | 完 投 | 完 封 | 無 四 球 | 勝 利 | 敗 戦 | セ 丨 ブ | ホ 丨 ル ド | 勝 率 | 打 者 | 投 球 回 | 被 安 打 | 被 本 塁 打 | 与 四 球 | 敬 遠 | 与 死 球 | 奪 三 振 | 暴 投 | ボ 丨 ク | 失 点 | 自 責 点 | 防 御 率 | W H I P |
| --------- | --------- | ----- | ----- | ----- | ----- | -------- | ----- | ----- | -------- | ----------- | ----- | ----- | -------- | -------- | ----------- | -------- | ----- | -------- | -------- | ----- | -------- | ----- | -------- | -------- | ------- |
| 2022      | 巨人      | 31    | 13    | 0     | 0     | 0        | 5     | 5     | 0        | 5           | .500  | 347   | 78.0     | 81       | 8           | 32       | 1     | 4        | 52       | 0     | 0        | 50    | 35       | 4.04     | 1.45    |
| 2023      | 巨人      | 12    | 12    | 0     | 0     | 0        | 5     | 5     | 0        | 0           | .500  | 281   | 69.0     | 70       | 5           | 13       | 1     | 4        | 64       | 0     | 0        | 27    | 26       | 3.39     | 1.20    |
| 2024      | 巨人      | 21    | 9     | 0     | 0     | 0        | 1     | 7     | 0        | 1           | .125  | 291   | 75.0     | 66       | 8           | 10       | 0     | 2        | 43       | 1     | 0        | 28    | 26       | 3.12     | 1.01    |
| 通算：3年 | 通算：3年 | 64    | 34    | 0     | 0     | 0        | 11    | 17    | 0        | 6           | .393  | 919   | 222.0    | 217      | 21          | 55       | 2     | 10       | 159      | 1     | 0        | 105   | 87       | 3.53     | 1.23    |

- 2024年度シーズン終了時

### 年度別守備成績
| 年 度 | 球 団 | 投手  | 投手  | 投手  | 投手  | 投手  | 投手     |
| 年 度 | 球 団 | 試 合 | 刺 殺 | 補 殺 | 失 策 | 併 殺 | 守 備 率 |
| ----- | ----- | ----- | ----- | ----- | ----- | ----- | -------- |
| 2022  | 巨人  | 31    | 6     | 12    | 1     | 1     | .947     |
| 2023  | 巨人  | 12    | 1     | 10    | 0     | 2     | 1.000    |
| 2024  | 巨人  | 21    | 6     | 13    | 0     | 0     | 1.000    |
| 通算  | 通算  | 64    | 13    | 35    | 1     | 3     | .980     |

- 2024年度シーズン終了時

### 記録
投手記録
- 初登板・初先発登板：2022年3月27日、対中日ドラゴンズ3回戦（東京ドーム）、6回1失点で勝敗つかず[14]
- 初奪三振：同上、1回裏に大島洋平から見逃し三振
- 初勝利・初先発勝利：2022年4月3日、対阪神タイガース3回戦（東京ドーム）、7回2失点[48]
- 初ホールド：2022年6月28日、対中日ドラゴンズ13回戦（荘内銀行・日新製薬スタジアムやまがた）、6回表に3番手で救援登板、1回1失点
- 初完投勝利・初完封勝利：2025年5月23日、対東京ヤクルトスワローズ10回戦（東京ドーム）、9回7安打無失点5奪三振[49]

打撃記録
- 初打席：2022年3月27日、対中日ドラゴンズ3回戦（東京ドーム）、1回裏に柳裕也から投手ゴロ
- 初安打：2022年4月3日、対阪神タイガース3回戦（東京ドーム）、4回裏にジョー・ガンケルから二内野安打
- 初打点：2024年5月18日、対広島東洋カープ8回戦（MAZDA Zoom-Zoom スタジアム広島）、2回表に九里亜蓮から投前犠打野選

### 背番号
- 31（2022年[11] - ）
- 17（2023 アジア プロ野球チャンピオンシップ[22]）

### 代表歴
- 2023 アジア プロ野球チャンピオンシップ 日本代表